# مانتی پایتان
مانتی پایتان (به انگلیسی: Monty Python) یک گروه طنز سوررئال انگلیسی بود که مجموعه تلویزیونی سیرک پرندهٔ مانتی پایتان را ساختند. این برنامه اولین بار در سال ۱۹۶۹ در شبکه BBC پخش شد که چهار فصل و در مجموع چهل و پنج اپیزود داشت. پدیدهٔ پایتان از یک مجموعهٔ تلویزیونی فراتر رفت و در ابعادی وسیع‌تر از تئاتر گرفته تا فیلم، آلبوم موسیقی، کتاب و نمایش‌های موزیکال گسترش یافت. تأثیر پایتان‌ها در کمدی با تأثیر بیتلز در موسیقی مقایسه شده‌است. آنها به عنوان نمادهایی از فرهنگ عامه‌ی دههٔ ۱۹۷۰ میلادی شناخته شدند و مجموعهٔ تلویزیونی‌شان «لحظه‌ای مهم در تاریخ کمدی تلویزیونی» نام گرفت.
سیرک پرندهٔ مانتی پایتان بین سال‌های ۱۹۶۹ و ۱۹۷۴ توسط BBC پخش شد و ایده‌پردازی، نویسندگی و اجرای آن توسط شش عضو مانتی پایتان گراهام چپمن، جان کلیز، تری گیلیام، اریک آیدل، تری جونز و مایکل پیلین انجام شد. این برنامه که یک اسکچ کمدی بود، از جریان سیال ذهن و انیمیشن‌های تری گیلیام کمک گرفت تا مرزهای سبک و محتوای برنامه‌های طنز تلویزیونی را که تا آن زمان مورد قبول بود جابجا کند. تمام کار نویسندگی و اجرا را همین شش نفر بر عهده داشتند و همین موضوع باعث شد دست به تجربه‌های خلاقه در فرم و محتوا بزنند و قوانین برنامه‌های کمدی تلویزیون را نقض کنند. پایتان‌ها در ادامهٔ کار تلویزیونی‌شان ساختن فیلم بلند را شروع کردند، شامل مانتی پایتان و جام مقدس (۱۹۷۵)، زندگی برایان (۱۹۷۹) و معنای زندگی (۱۹۸۳). تأثیر آنها بر کمدی بریتانیا تا سال‌ها بعد مشهود بود، و در آمریکای شمالی دنبال‌کنندگان بسیاری پیدا کرد. از اجراهای اولیه پخش زنده شنبه شب گرفته تا رویکرد آبزورد برنامه‌های اخیر تلویزیون. واژهٔ Pythonesque به معنی شوخی به سبک پایتان‌ها به واژه‌نامهٔ انگلیسی اضافه شده‌است.
در سال ۱۹۸۸ در چهل و یکمین جایزهٔ آکادمی بریتانیا، مانتی پایتان برندهٔ جایزه بفتا برای مشارکت فوق‌العاده در سینما (به انگلیسی: Outstanding British Contribution To Cinema) شد. در سال ۱۹۹۸ آنها برندهٔ جایزهٔ AFI Star از انستیتوی فیلم آمریکایی شدند. بسیاری از طرح‌ها از مجموعهٔ تلویزیونی و فیلم‌هایشان را همه می‌شناسند و نقل‌قول می‌کنند. هر دو فیلم جام مقدس و زندگی برایان اغلب در لیست‌های بهترین فیلم‌های کمدی قرار می‌گیرند. در نظرسنجی سال ۲۰۰۵ برای پیدا کردن «کمدینِ کمدین‌ها» در جهان انگلیسی‌زبان، از میان بیش از ۳۰۰ شخصیت کمدی، نویسندگان طنز، تهیه‌کننده‌ها و کارگردان‌ها، سه تا از شش عضو مانتی پایتان در میان ۵۰ نفر اول قرار گرفتند: جان کلیز رتبه ۲، آیدل رتبه ۲۱ و پیلین رتبه ۳۰.

## پیش از سیرک پرنده
جونز و پیلین در دانشگاه آکسفورد همدیگر را ملاقات کردند، آنها در جُنگ آکسفورد با هم اجرا می‌کردند. چپمن و کلیز در دانشگاه کمبریج همدیگر را ملاقات کردند. آیدل هم در کمبریج بود اما یک سال بعد از چپمن و کلیز به دانشگاه رفته بود. کلیز در نیویورک وقتی در تور سیرک کمبریج (با نام اصلی یک مشت پایهٔ مجسمه) با جُنگ چراغ‌پایین‌های دانشگاه کمبریج (به انگلیسی: Cambridge University Footlights) بود با گیلیام آشنا شد. چپمن، کلیز و آیدل عضو چراغ‌پایین‌ها بودند، تیم بروک-تیلور، بیل اودی و گریم گاردن هم عضو آن بودند که بعدها گروه گودیز را تشکیل دادند، جاناتان لین (کمک‌نویسندهٔ بله آقای وزیر و بله، آقای نخست‌وزیر) هم در آن گروه حضور داشت. وقتی آیدل ریاست گروه را بر عهده داشت جرمن گریر نویسندهٔ فمینیست و کلایو جیمز گویندهٔ رادیو و تلویزیون هم عضو بودند. اجراهای جنگ چراغ‌پایین‌ها (که «دودی‌ها» نامیده می‌شد) در کالج پمبروک موجود است که شامل اسکچ‌ها و بازی‌های کلیز و آیدل هم هست. این اجراها به همراه نوارهایی از اجراهای آیدل در برخی نمایش‌های تئاتری جامعهٔ درام در آرشیو بازیگران پمبروک نگهداری می‌شود.
شش عضو پایتان پیش از سیرک پرنده در این برنامه‌ها حضور داشتند یا آنها را نوشتند:
- ببخشید، دوباره می‌خوانمش (رادیو) (۱۹۶۴–۱۹۷۳): کلیز (نویسنده و بازیگر)، آیدل و چپمن (نویسنده)
- گزارش فراست (۱۹۶۶–۱۹۶۷): کلیز (بازیگر و نویسنده)، آیدل (نویسندهٔ مونولوگ‌های فراست)، چپمن، پیلین و جونز (نویسنده)
- بالاخره برنامهٔ ۱۹۴۸ (۱۹۶۷): چپمن و کلیز (نویسنده و بازیگر)، آیدل (بازیگر مهمان و نویسنده)
- هر دو هفته دو بار (۱۹۶۷): چپمن و کلیز (نویسنده و بازیگر)، آیدل (بازیگر مهمان و نویسنده)
- به گیرنده‌هایتان دست نزنید (۱۹۶۷–۱۹۶۹): آیدل، جونز و پیلین (بازیگر و نویسنده)، گیلیام (انیمیشن)
- برای خنداندن‌تان چیزهایی بلدیم (۱۹۶۸): آیدل (بازیگر و نویسنده)، گیلیام (انیمیشن)
- چگونه مردم را آزار دهید (۱۹۶۸): کلیز و چپمن (بازیگر و نویسنده)، پیلین (بازیگر)
- تاریخ کامل و مطلق بریتانیا (۱۹۶۹): پیلین و جونز (بازیگر و نویسنده)
- دکتر در خانه (۱۹۶۹): کلیز و چپمن (نویسنده)

برنامه تلویزیونی گزارش فراست که در BBC از مارس ۱۹۶۶ تا دسامبر ۱۹۶۷ پخش شد، به عنوان اولین جایی که پایتان‌ها دور هم جمع شدند و توانستند سبک منحصر به خودشان را خلق کنند یاد شده‌است.
بعد از موفقیت به گیرنده‌هایتان دست نزنید، که در ITV از دسامبر ۱۹۶۷ تا می ۱۹۶۹ پخش شد، تلویزیون تیمز به گیلیام، آیدل، جونز و پیلین پیشنهاد داد سریال کمدی آخر شب خودشان را برای بزرگسالان بسازند. در همان زمان چپمن و کلیز یک پیشنهاد کار از BBC دریافت کردند که به خاطر کارشان در گزارش فراست و بالاخره برنامهٔ ۱۹۴۸ به آنها داده شده بود. کلیز مایل نبود یک برنامهٔ دو نفره را پیش ببرد، به دلایلی از جمله این که چپمن شخصیتی عصبی داشت و کار کردن با او دشوار بود. کلیز خاطرات خوبی از کار کردن با پیلین در چگونه مردم را آزار دهید داشت و او را دعوت کرد تا به تیم بپیوندد. پیلین قبول کرد چون استودیوی تلویزیون تیمز تا تابستان ۱۹۷۰ آماده نمی‌شد و پیشنهاد کرد تا نویسندهٔ همکارش جونز و آیدل هم اضافه شوند. آنها هم اصرار داشتند که گیلیام برای کار انیمیشن دعوت شود. گفته می‌شود وجود مانتی پایتان مدیون علاقهٔ کلیز برای کار کردن با چپمن و موقعیت‌های تصادفی دیگری که منجر به همراه شدن چهار عضو دیگر شد.
اما کلیز در خودزندگی‌نامه‌اش می‌گوید که سرمنشا مانتی پایتان حس تحسینی بود که کلیز و چپمن از نوع جدید کمدی داشتند که در به گیرنده‌هایتان دست نزنید به کار گرفته شده بود. در نتیجه کلیز جلسه‌ای ترتیب داد تا چپمن، آیدل، جونز، پیلین و خودش در آن شرکت داشتند و در آن تصمیم گرفتند ایده‌هایشان را برای یک پروژهٔ مشترک روی هم بگذارند و دنبال سرمایه‌گذار برای آن باشند. در وبسایت رسمی آنها آمده‌است که مانتی پایتان در ۱۱ می ۱۹۶۹ در یک رستوران تندوری کشمیری در هامپستد شکل گرفت، بعد از اتمام فیلم‌برداری به گیرنده‌هایتان دست نزنید که کلیز و چپمن در آن شرکت داشتند. این اولین باری بود که هر شش نفرشان کنار هم جمع شدند. گزارش شده که به آپارتمان کلیز در نزدیکی خیابان باسیل رفتند تا صحبت‌ها را ادامه دهند.

## آثار

### برنامه‌های تلویزیونی
- سیرک پرنده مانتی پایتان (۱۹۶۹–۱۹۷۴)
- و اینک چیزی کاملاً متفاوت (۱۹۷۱)

### اجراهای زنده
- اجرای زنده مانتی پایتان در هالیوود باول (۱۹۸۲)
- برنامه (اکثراً) زندهٔ مانتی پایتان (۲۰۱۴)

### فیلم‌ها
- مانتی پایتون و جام مقدس (۱۹۷۵)
- زندگی برایان (۱۹۷۹)
- معنای زندگی از مانتی پایتون(۱۹۸۳)

## اعضا
- گراهام چپمن
- اریک ایدل
- تری گیلیام
- تری جونز
- جان کلیز
- مایکل پیلین